# États généraux de Navarre
 (novembre 2016).
Si vous disposez d'ouvrages ou d'articles de référence ou si vous connaissez des sites web de qualité traitant du thème abordé ici, merci de compléter l'article en donnant les références utiles à sa vérifiabilité et en les liant à la section « Notes et références ».

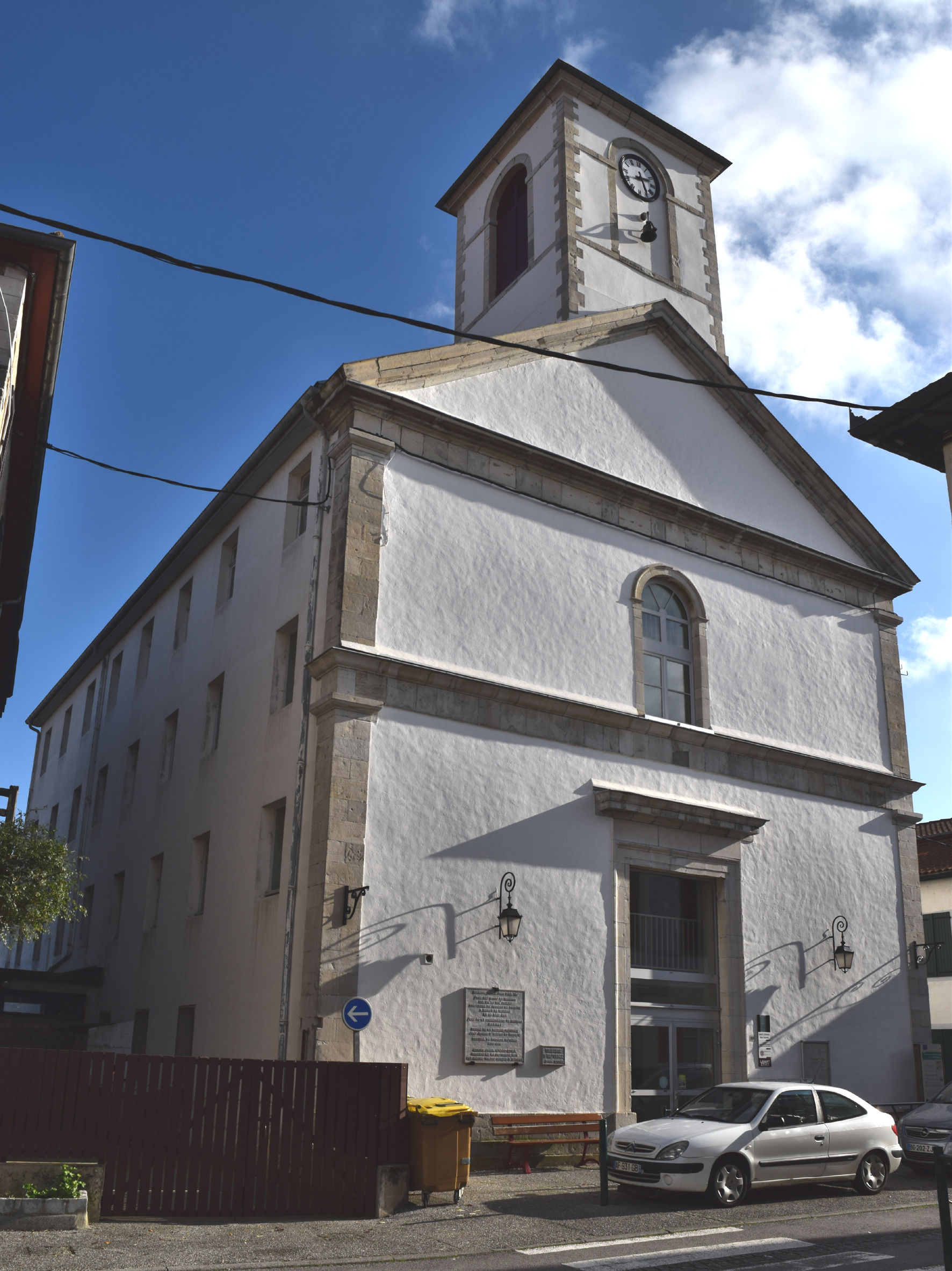
Église Saint-Paul, 1er siège des États généraux de Navarre.

Les états généraux de Navarre sont une institution du royaume de Navarre fondée en 1523 par Henri II de Navarre, à une date où il ne règne plus que sur la Basse-Navarre, la plus grande partie du royaume, notamment la capitale, Pampelune, ayant été conquise, puis annexée par Ferdinand d'Aragon en 1512.

## Contexte historique (1521-1789)
À la suite de sa défaite de Noain (juin 1521), Henri II installe sa capitale à Saint-Palais et crée l'institution des états généraux en 1523.
Un changement important intervient en 1589, lorsque le roi Henri III de Navarre, fils de la reine Jeanne III (fille de Henri II) et d'Antoine de Bourbon, premier prince du sang (en France), devient roi de France à la mort de Henri III de Valois, sous le nom de Henri IV de France. Henri IV inaugure la dynastie des Bourbons (Louis XIII, Louis XIV, Louis XV et Louis XVI), qui utilise le titre de « roi de France et de Navarre ».
Le destin de la Basse-Navarre se trouve dès lors très fortement lié à celui du royaume de France. Or, en France, aucune réunion des états généraux n'a lieu entre 1614 (début du règne de Louis XIII) et 1789 (règne de Louis XVI).

## Composition de l'assemblée

### Représentants des trois ordres
Comme les états généraux du royaume de France, elle est formée de députés des trois ordres : clergé, noblesse et tiers état, chacun ayant une voix.
- le clergé est représenté par six députés de droit (désignés par la détention d'une fonction) : les évêques de Bayonne et de Dax, le prêtre majeur de Saint-Jean-Pied-de-Port et les prieurs de Saint-Palais, d'Utziat et d'Harambels.
- la noblesse est représentée par tous les propriétaires de maisons nobles de Navarre, dont le nombre à l'époque moderne varie selon les auteurs et les documents[réf. nécessaire] de 103 à 153.
- Le tiers état est représenté par vingt-six députés, appelés « procureurs ».

### Autres participants
Participent aussi à l'assemblée :
- le roi de Navarre, président des états généraux, souvent absent, mais représenté symboliquement par une chaise inoccupée.
- le commissaire du roi, qui ouvre les débats mais n'y participe pas.
- Le « syndic du Royaume », est l'intendant sous influence du roi centralisateur. Il devait chaque année présenter aux États généraux un rapport sur son activité. C'est lui qui, pendant les sessions, assurait leur bonne marche et conduisait les débats. Il était aussi chargé de mettre à exécution les décisions prises par les États généraux.
- Le trésorier du royaume, désigné par les États généraux, faisait la levée des impôts pour le compte du roi. Il était aussi chargé de la gestion financière du royaume dont il devait rendre compte annuellement aux États généraux. Lors de leurs réunions, il siège aux côtés du syndic.
- Les agents des États comprenaient aussi un huissier et des secrétaires, tous élus à vie parmi les juristes du pays.

## Organisation
Le roi convoque l'assemblée des états généraux chaque année, le plus souvent au mois de mai pour une session de huit à quinze jours. 
Les états généraux sont itinérants. Les lieu, jour et heure sont indiqués par des convocations collectives au tiers état, par des convocations individuelles aux représentants des deux autres ordre.
Le clergé siège à droite du président, la noblesse à sa gauche, le tiers état en face (debout). 
Derrière le président se trouvent le bureau du syndic et du secrétaire.

## Rôle
Le rôle des États généraux de Basse-Navarre était donc essentiellement de présenter le cahier des griefs au roi et de lui accorder une « donation ».

## Déroulement
Le commissaire du roi ouvrait en grande pompe les débats puis se retirait. Lors de la première séance, les États généraux recevaient les comptes rendus annuels du trésorier, entendaient le rapport du syndic. Bien qu'officiellement le montant de la donation fût libre, officieusement le montant demandé était communiqué par le syndic en début de réunion.
Les « cayéristes » disposaient de trois jours pour rédiger le « cahier des États ». Il était destiné à exposer les requêtes qu'ils entendaient adresser au roi. Quiconque pouvait alors déposer des requêtes. Il s'agissait généralement de demandes d'aide financière, de justice ou d'arbitrage. Le quatrième jour, le cahier était remis, en assemblée plénière, au syndic. Après la vérification, le syndic remettait aux États généraux le Cahier et des questions sur lesquelles statuer.
Les débats étaient conduits et surveillés par le syndic. Le syndic recueillait les votes et proclamait les résultats. En cas de désaccord, on nommait des conciliateurs, si cela ne suffisait pas, l'affaire était portée au commissaire.
Le commissaire du roi revenait pour la séance de clôture et prenait lecture du cahier des États et des votes. S'il acceptait les décisions prises par les États, il les « appointait », sinon, il en référait au Conseil du roi.
Le vote de la donation au roi était sous réserve de la docilité du commissaire. S'il y avait refus de la donation, le commissaire du roi en référait au Conseil du roi. La session, était clôturée par le commissaire du roi qu'on allait chercher, avec cérémonial. Un membre du clergé l'informait de la somme qui avait été votée.
Au montant de la donation était ajoutées les contributions destinés à subvenir aux frais de l'administration des États afin de déterminer le montant des impositions à lever. Le syndic mettait alors à exécution les décisions prises par les États généraux